# Смит, Эрик (шведский футболист)
Эрик Смит (швед. Eric Smith; род. 8 января 1997, Хальмстад) — шведский футболист, играющий на позиции полузащитника. Игрок немецкого клуба «Санкт-Паули».

## Клубная карьера
Эрик является воспитанником шведского клуба «Хальмстад». Закончил клубную академию в 2014 году, в том же году стал призываться в основную команду. 28 апреля 2014 года дебютировал в шведском чемпионате поединком против «Эльфсборга», выйдя на замену на 59-й минуте вместо Кристофера Тюделля. Всего в дебютном сезоне сыграл девять встреч, во всех выходя на замену. Забил один мяч, 2 августа в ворота «Эребру».
Сезон 2015 года провёл основным игроком, сыграл в 27 матчах, выходя в стартовом составе в 17-ти из них. 20 января 2016 года подписал контракт с «Норрчёпингом». 9 июля дебютировал за новую команду в поединке против «Юргордена».

## Карьера в сборной
Является игроком юношеских сборных Швеции различных возрастов. Принимал участие в отборочных поединках к юношеским чемпионатам Европы, однако в финальную стадию вместе с командой не выходил.